# يان غورينك
يان غورينك (بالسلوفينية: Jan Gorenc) هو لاعب كرة قدم سلوفيني في مركز الدفاع، ولد في 26 يوليو 1999 في سلوفينيا. لعب مع NK Krško Posavje ‏.

## وصلات خارجية
- يان غورينك على موقع قاعدة بيانات كرة القدم.إي يو (الإنجليزية)
- يان غورينك على موقع Soccerway.com (الإنجليزية)
- يان غورينك على موقع عالم كرة القدم.نت (الإنجليزية)